# Cinque Nazioni 1911
Il Cinque Nazioni 1911 (in inglese 1911 Five Nations Championship; in francese Tournoi des Cinq Nations 1911; in gallese Pencampwriaeth y Pum Gwlad 1911) fu la 2ª edizione del torneo annuale di rugby a 15 tra le squadre nazionali di Francia, Galles, Inghilterra, Irlanda e Scozia, nonché la 29ª in assoluto considerando anche le edizioni dell'Home Nations Championship.
Il torneo fu vinto per l'ottava volta dal Galles, alla sua settima conquista non condivisa e anche al suo settimo Triple Crown, nonché al primo Grande Slam da quando il torneo fu esteso anche alla Francia.
Da registrare la prima vittoria della Francia nel torneo, a Colombes contro la Scozia.
Il valore delle marcature, come stabilito dall’IRFB nel 1905, era: 3 punti per ciascuna meta (5 se trasformata), 3 punti per la realizzazione di ciascun calcio piazzato o mark, 4 punti per la realizzazione di ciascun drop.

## Nazionali partecipanti e sedi
| Squadra     | Città           | Impianto interno                  |
| ----------- | --------------- | --------------------------------- |
| Francia     | Colombes Parigi | Stade du Matin Parco dei Principi |
| Galles      | Cardiff Swansea | Arms Park St. Helen's             |
| Inghilterra | Londra          | Twickenham                        |
| Irlanda     | Cork Dublino    | Mardyke Lansdowne Road            |
| Scozia      | Edimburgo       | Inverleith Sports Ground          |

## Risultati
| Arbitro: | Arthur Jones |

|                                  |      |                             |
| Failliot (2) Laterrade Peyroutou | mt   | Abercrombie MacCallum Munro |
| Decamps (2)                      | tr   | Turner                      |
|                                  | drop | Pearson                     |

| Arbitro: | John Gillespie |

|                              |      |                           |
| Gibbs Morgan Pugsley Spiller | mt   | Kewney Roberts Scholfield |
|                              | tr   | Lambert                   |
| Birt                         | c.p. |                           |

| Arbitro: | Evan Johns |

|                                                 |      |  |
| Lambert (2) Mann Pillman (2) A. Stoop Wodehouse | mt   |  |
| Lambert (5)                                     | tr   |  |
| Lambert (2)                                     | c.p. |  |

| Arbitro: | Ian Davidson |

|              |      |                                                 |
| Scott Turner | mt   | Gibbs (3) Spiller (2) R. Thomas J. Williams (2) |
|              | tr   | Dyke (2)                                        |
| Munro        | drop | Spiller                                         |

| Arbitro: | Jack Dallas |

|          |    |  |
| T. Smyth | mt |  |

| Arbitro: | Vincent Cartwright (England) |

|              |      |                                |
| Angus Simson | mt   | Adams Foster O'Callaghan Quinn |
|              | tr   | Hinton Lloyd                   |
| Munro        | drop |                                |

| Arbitro: | Billy Williams |

|  |    |                       |
|  | mt | Morgan Owens Williams |
|  | tr | Bancroft 3            |

| Arbitro: | Frank Potter-Irwin |

|                     |      |  |
| T. Evans Gibbs Webb | mt   |  |
| Bancroft (2)        | tr   |  |
| Bancroft            | c.p. |  |

| Arbitro: | Tom Schofield |

|                          |    |                   |
| Birkett Lawrie Wodehouse | mt | Simson Sutherland |
| Lagden (2)               | tr | Cunningham        |

| Arbitro: | Crawford Findlay |

|                                         |      |          |
| Heffernan Jackson (2) O'Callaghan Quinn | mt   | Failliot |
| Lloyd (3)                               | tr   | Dutour   |
| Lloyd                                   | drop |          |

## Classifica
| Pos | Squadra     | G | V | N | P | PF | PS | DP  | Pt |
| --- | ----------- | - | - | - | - | -- | -- | --- | -- |
| 1   | Galles      | 4 | 4 | 0 | 0 | 78 | 21 | +57 | 8  |
| 2   | Irlanda     | 4 | 3 | 0 | 1 | 44 | 31 | +13 | 6  |
| 3   | Inghilterra | 4 | 2 | 0 | 2 | 61 | 26 | +35 | 4  |
| 4   | Francia     | 4 | 1 | 0 | 3 | 21 | 92 | −71 | 2  |
| 5   | Scozia      | 4 | 0 | 0 | 4 | 3  | 7  | −4  | 0  |